# Svetlana Jurova
Svetlana Sergheievna Juhorova (rus. Светлана Сергеевна Журова) (n. 7 ianuarie 1972  la Pavlovo pe Neva, regiunea Leningrad, Rusia) este o fostă patinatoare rusă. La Jocurile Olimpice din anul 2006 în Torino a câștigat medalia de aur la proba de 500 m patinaj viteză. Cariera sportivă a încheiat-o din cauza unei accidentări în anul 2007. În prezent este activă în Parlament, ea conduce Comisia care se preocupă de  tineret, cultură și sport.